# Mózes második könyve
Mózes második könyve, más néven A kivonulás könyve – héberül: שֵׁמוֹת Sémót vagy שְׁמוֹת Semót/Smót („Nevek”), askenázi: Smajsz; jiddis: שמות Smojsz; latinul: Exodus („Kivonulás”) – a zsidó vallásban a Tóra, a kereszténységben pedig az Ószövetség, azon belül a Pentateuchus második könyve. A hagyomány Mózes prófétának tulajdonítja.
Az esemény történetileg nem igazolható. A mai tudományos konszenzus alapján a könyvet nem Mózes írta, hanem évszázadokkal később számos írástudó, akik a tényeket a fikcióval keverték össze, hogy Izrael eredettörténetét megalkossák. Egyrészt az ókori Egyiptomban a görög-római kor előtt csak nagyon kis létszámban vagy egyáltalán nem létezett rabszolgaság, másrészt semmi nem utal egy „zsidó kivonulás”ra. Akik hisznek benne, azok szerint amennyiben megtörtént, az II. Ramszesz uralkodásának idejére (i. e. 13. század) tehető.

## Elnevezése
A héber kánonban a könyv első szaváról Semótnak (‘Nevek’) hívták. A Septuaginta kánonjában Exodosz, azaz Kivonulás (ti. Egyiptomból), ugyanis a könyv egy részében a zsidó nép vándorlását mutatja be Egyiptomból a Sínai-hegyig. Ezt az elnevezését vette át a Vulgata (Exodus; Liber Exodi) majd a nemzeti fordítások is: Kivonulás könyve. A protestáns kánonban Mózes második könyve.

## Keletkezése
A héberben Ve’el (leh shemohth) –nak nevezzük. Jelentése: „Most pedig ezek a nevek”, vagy egyszerűen Shemohth = „nevek”. Mai elnevezése a görög Septuaginta –ból származik, ahol E’xo-dos – nak (latin formája: Exodus) nevezik. Jelentése: „kijövetel”, vagy „eltávozás”.
Az Exodus írója a rabbi hagyomány alapján Mózes, mivel a könyvben három helyen is olvasható, hogy Mózes az Isten utasítására írta (17: 14; 24: 4; 34: 27). Amint a könyvben olvashatjuk, Izrael népe a Sínai-pusztában tartózkodott a könyv írásának idején (19: 1).
Ma már a tudósok legnagyobb része egyetért abban, hogy Mózes könyvei nem egy szerző által lettek leírva, és hogy ezek összeállítása is évszázadokba telt.
Négy független dokumentum összeállításából jött létre a Tóra, amiket úgy ismernek, mint a Jahvista forrás, az Elohista forrás, a Deuteronómista forrás és a Papi forrás.
A Jahvista és Elohista forrás onnan kapta a nevét, hogy Isten neve Jahve-ként vagy Elohim-ként fordul elő bennük.
A kutatók szerint az Exodus leírása Kr. e. 600 körül kezdődött és végleges, mai formáját Kr. e. 400 körül érte el.

## Szerkezete és tartalma
A „kivonulás” elnevezés csak az első 15 fejezetre illik rá; a könyv egésze tartalmi szempontból még más részeket is felölel. Az Exodus könyve Izrael népének egyiptomi szolgaságával és a szolgaságból való szabadulással, az Egyiptomból való kivonulással kezdődik (1,1-15,21), de ezután leírja a pusztai vándorlást a Sínai hegyig (15,22-18,27), majd a szövetségkötést és a szövetségkötéssel kapcsolatos eseményeket a Sínai hegynél (19-40). Tartalmában azonban az elbeszélések mellett még előírások és jogi szövegek is találhatók, így a Szövetség könyvének nevezett joggyűjtemény (20,22-23,19), és a szent sátor elkészítésére és felállítására vonatkozó előírások (25,31; 35-40). Az események főszereplője mostantól Mózes, a Törvényadó.
A könyv a következőképpen tagolható:
- 1,1-15,21: Kivonulás Egyiptomból
- 15,22-18,27: A pusztai vándorlás kezdete a Sínai hegyig
- 19-40: Szövetségkötés a Sínai-hegynél. Szövetség és törvény
- jogi szövegek:
- 20,22-23,19: Szövetség könyve
- 25-31; 35-40: előírások a szent sátor elkészítésére és felállítására

### Tartalma

#### Kivonulás Egyiptomból (1,1-15,21)
Ez a rész a héberek egyiptomi helyzetének leírásával kezdődik. Jákob Egyiptomba vándorolt családja megsokasodott, és az új fáraó már nem ismeri József érdemeit és veszélyt lát az izraelitákban. Ezért Pitom és Ramszesz városokban robotmunkára kényszeríti az izraelitákat, hogy így vessen gátat a szaporodásuknak. Amikor a fáraó látja, hogy rendelete eredménytelen marad, utasítja a bábákat a születendő fiúgyermekek megölésére, csak a lányokat hagyhatják életben. A bábák azonban nem engedelmeskednek, és az izraeliták száma tovább növekedik. Ekkor a fáraó parancsba adja, hogy minden megszületendő fiút vessenek a folyóba, a lányok életben maradhatnak (1. fejezet). Ezután következik Mózes története és küldetése. Anyja hónapokig rejtegeti a gyermeket. Amikor tovább nem titkolhatja a fiút, egy szurokkal bekent kosárba teszi, és a folyó partján a nád közé helyezi, remélve, hogy valaki megtalálja és megszánja. A fáraó leánya látja meg, megszánja, magához veszi, és a Mózes nevet adja neki. Mózes a királyi udvarban is izraelitákhoz tartozónak vallja magát. Amikor felnövekedik, felkeresi népét és segíteni próbál nekik. Egy alkalommal Mózes megöl egy izraelitát ütlegelő egyiptomit, és emiatt menekülni kényszerül Midiánba. Itt él idegenként, majd megházasodik, és megszületik fia is. Apósa Midián papja (2. fejezet). Isten azonban nem feledkezik meg szorongatásban szenvedő népéről és meghallgatja imájukat. Egy égő csipkebokorban Jahve kinyilatkoztatja neki szent nevét: Jahve, azaz „Én vagyok, aki vagyok”, majd azt a megbízatást adja, hogy Izraelt szabadítsa ki a fáraó kezéből. A vonakodó Mózesnek megerősítésül csodajeleket tesz és szóvivőül Áront rendeli mellé. Mózes ekkor elfogadja a küldetést, és családjával együtt visszatér Egyiptomba. Mózes és Áron elmondja a zsidóknak, amit Jahve Mózesnek mondott, Mózes pedig a nép előtt bemutatja a csodajeleket. A nép hisz nekik (3-4. fejezet). Mózes és Áron a fáraó elé járulnak, hogy engedje meg az izraeliták kivonulását a pusztába, Jahvénak áldozatot bemutatni. A fáraó elutasítja a kérést és még súlyosabb robotterhekkel sújtja a népet. Az izraelita munkavezetők ezért Mózes és Áron ellen kezdenek lázadozni (5. fejezet).
A 10 csapás, amely azért éri Egyiptomot, mert a fáraó vonakodik Izrael kivonulásához hozzájárulni, sajátos színezetet ad az elbeszélésnek; ugyanakkor Jahve nagyságának és hatalmának bemutatásához is alkalmul szolgál (7,8-10,29). A 10 csapás sorrendje: 1. Egyiptom vizei vérré változnak; 2. Egyiptom egész földjét békák lepik el; 3. szúnyogok kínozzák az embereket és az állatokat; 4. bögölyök jelennek meg Egyiptomban; 5. dögvész és pusztító járvány sújtja az egyiptomiak állatait; 6. fekélyek keletkeznek emberen és állaton; 7. az egész országot jégeső pusztítja; 8. sáskajárás felfalja a jégesőtől megkímélt termést is; 9. három napos sötétség száll az országra; 10. az egyiptomi elsőszülöttek halála.
A mai idealista kutatók arra következtetnek, hogy a tíz csapás valóban megtörténhetett.

##### A tíz csapás
A tíz csapás, amellyel Isten Egyiptomot sújtotta, megmutatta, mekkora hatalma van a teremtés felett, mennyire tehetetlenek az egyiptomi istenek. Az első kilenc csapás alatt egyre erőteljesebb, Egyiptom számára is ismert természeti jelenségeket sorakoztatott fel, "csoda" voltuk pusztító erejükben és egymásutániságukban mutatkozott:
- A folyó vérré változik

A Nílus - a Kék-Níluson át - részben Etiópiából ered. Egyes vélemények szerint az etiópiai Tana-tóból származó apró, ostoros mikroorganizmusok lehettek a felelősek a vérszerű vízért. A halak elpusztultak, a víz megbüdösödött és ihatatlanná vált.
- Békák

A békák áradás után, szept.-október környékén jelentek meg általában. Valószínűleg a szennyezés miatt hagyták el a vizet, gyors pusztulásuk valószínűleg a vízben elpusztult halak bomlásának köszönhető, vagy a forró egyiptomi nap ölhette meg őket a szárazon. 
- Szúnyogok

Mind az embereket, mind az állatokat kínozták a tömegesen megjelenő szúnyogok. Valószínűleg a visszahúzódó Nílus pocsolyáiban keltek ki. 
- Böglyök

Sűrű csoportokban repülő legyek (böglyök) gyötörték az országot. Valószínűleg ezek is a pocsolyákban keltek ki. 
- Dögvész az állatok között

Ez az ötödik csapás az elhullott békák által terjesztett lépfene lehetett, esetleg a tetemeken hemzsegő döglegyek okozták, amely csaknem teljesen elpusztította Egyiptom haszonállatait. 
- Kelések

Gennyes kelések törtek ki embereken és állatokon egyaránt, amelyeket az elpusztult állatokból származó kórokozók kelthettek.
- Jégeső

Szokatlan dolog Egyiptomban, bár már korábban és azután is előfordult (olykor hóesés is bekövetkezhet). Elverte a növekvő terményt. 
- Sáskák

Tavasszal a szelek gyakran hatalmas sáskahordákat hoztak az országra, amelyek a növényzetben komoly károkat okoztak, de a sáskajárások különböző intenzitásúak még ma is. 
- Sötétség

A háromnapos sötétség a khamszin, a márciusban szokásos sivatagi homokvihar következménye lehetett. Más kutatók a thírai vulkánkitöréssel hozzák kapcsolatba, de vannak akik részleges vagy teljes napfogyatkozásra gyanakszanak (ami viszont nem tart három napig).
- Az elsőszülöttek halála

A tizedik, utolsó csapás március-április környékén történt. A zsidók ma ebben az időszakban ünneplik a páskát (pészah). Ennek egyik lehetséges magyarázata, hogy az állatok és a mezei termény pusztulása nagyfokú élelmiszerhiányt váltott ki az országban. A hiány csökkentésére elvermelt vetőmagot és egyéb gabonát hoztak elő, amelyek többesztendősek is lehettek, s penésszel, vagy egyéb kórokozóval lehettek szennyezettek, amelyet rágcsálok, rovarok, esetleg a szél által befújt homok vihetett rájuk. Az adagokat ki kellett porciózni, hogy mindenkinek juthasson. Az ókorban szokás volt, hogy az idősebbek, vagy az elsőszülöttek magasabb adagra voltak jogosultak. Ezáltal akik többet fogyasztottak el ilyen gabonából, azok sokkal több veszélyes kórokozót vihettek a szervezetükbe, ez pedig nagyarányú halálozáshoz vezethetett a körükben.

##### Exodus
Miután Egyiptom elveszti elsőszülötteit, Izrael elsőszülöttei ellenben megmenekülnek, mert megkenték a húsvéti bárány vérével az ajtófélfákat, végre sor kerül a kivonulásra. Ebben a részben pontos előírások is találhatók arra vonatkozóan, hogy miként kell a húsvéti bárányt elkészíteni illetve elfogyasztani, valamint a kovásztalan kenyeret és az elsőszülöttek felajánlását illetően. Az elsőszülöttek halála éjfélkor következett be, és a fáraó még az éjjel hivatja Mózest és Áront, hogy megadja az engedélyt az elvonulásra. Az izraeliták Ramzeszből Szukkot felé indulnak. Szukkotból a Sás-tenger menti pusztán vezető úton mennek tovább. Jahve nappal felhőoszlopban, éjjel tűzoszlopban halad velük, hogy mutassa az utat (11-13. fejezet).
A fáraó azonban megbánja, hogy elengedte az izraelitákat, ezért harci szekerekkel felszerelt seregével üldözőbe veszi őket. Az izraeliták a tenger partján táboroznak le. A felhőoszlop az egyiptomi sereg és az izraeliták tábora között helyezkedik el, s a sötétség miatt az egyiptomi sereg nem férkőzhet az izraeliták táborához. Jahve parancsára Mózes a tenger partján kinyújtja kezét, és Jahve erős széllel visszaszorítja és kiszárítja a tengert. A kettévált víz között az izraeliták átkelnek, míg az üldöző egyiptomiakat a visszatérő hullámok elborítják, miután Mózes Isten parancsára ismét kinyújtja kezét a tenger fölé (14. fejezet). Az átkelést leíró rész koronája a győzelmi ének a 15. fejezetben.
A kutatók szerint megtörténhetett a tenger kettéválása Mózes előtt. De régebben márt azt is feltételezték, hogy a tengeren való átkelés mocsaras gázlókon történhetett. A zsidók, akik nem cipeltek nehéz terheket könnyen átvergődhettek ezen a természeti akadályon, míg a nehézfegyverzetű, nagy súlyú harci kocsikkal robogó egyiptomi sereg elakadhatott az ingoványban, így viszont teljesen kiszolgáltatva lehetett.
Az egyiptomi feljegyzések nem írnak ehhez hasonló eseményekről, ami a zsidók kivonulásával és a Vörös-tengeren való átkelésével állítható párhuzamba. Viszont az egyiptomiak sosem jegyeztek fel vereségeket, kizárólag csak dicső tetteket és győzelmeket. Ha pedig az egyiptomiak tényleg elakadtak fegyvereik súlya miatt a lápos gázlókban, akkor a zsidók könnyű szerrel megverhették őket primitív eszközökkel, ez pedig nagy szégyen lehetett egy ilyen büszke és gazdag nemzetre, amelynek hírneve nagy volt az akkori világban.

#### A pusztai vándorlás kezdete (15,22-18,27)
Egyiptomból a Sínai-hegyig Jahve gondoskodása kíséri útján Izraelt (15,22-17,7). Az izraeliták a Sás-tengertől a Sur pusztája felé veszik útjukat. Három napi menetelés után nem találnak vizet, és Marába érve is csak keserű vízre bukkannak, ezért zúgolódni kezdenek Mózes ellen. Mózes Jahve parancsára egy fát dob a vízbe, amitől az édessé válik. Marából Elimbe tartanak, ahol bőséges vízforrások várják őket. Innen Szin pusztájába jutnak. A pusztában az izaraeliták ismét zúgolódni kezdenek Mózes és Áron ellen az éhség miatt. Az Ö. való azonban húst és kenyeret ígér a népnek: fürjek lepik el a tábort, és manna hullik a tábor környékére. Azonban Isten meg akarja büntetni a zsidókat, mert vágyaik vezérelték őket. Húst kívántak és az Ö.való adott, de nem maradt el a következmény. Rengeteg zsidó halt meg, mert az éhezés után hirtelen rengeteg húst elfogyasztott. Negyven évig esznek mannát, amíg csak Kánaán földjére nem érnek (16. fejezet).
1. És monda Mózes: Ma egyétek azt meg, mert ma az Úrnak szombatja van; ma nem találjátok azt a mezőn.
2. Hat napon szedjétek azt, de a hetedik napon szombat van, akkor nem lesz.
3. És lőn hetednapon: kimenének a nép közül, hogy szedjenek, de nem találának. A Mózes könyvének 16.fejezet itt azt írja ,hogy csak Pénteken hullt kétszer annyi mennyiségi manna,és szombaton az Úrnak napján ,nem !

Innen ered az a szokás, miszerint a Sabbath fogadásánál két bárheszre(kalács) mondanak áldást. Az Ö.való arról is gondoskodott, hogy a manna tiszta legyen, ezérta földet mindig egy harmat réteg fedte be, melyre a manna hullhatott és egy harmat réteg hullott a mannára, hogy az tiszta (kosher) maradjon. Innen ered az, hogy a bárchesz fehér kendőn van és azzal is van letakarva.
Az izraeliták táborról táborra vándorolnak Szin pusztájában. Refidimnél lázongás tör ki a vízhiány miatt, Mózes azonban botjával a sziklából vizet fakaszt.Mózes ezzel vétkezett. Az Ö.való arra kérte Mózest, hogy szóljon a sziklához és abból majd iható, édes víz fakad, de Mózes népe elégedetlensége miatti dühében kétszer rá ütött a sziklára, így fakadt belőle víz. Az amálekiták megpróbálják elüldözni a vándorló izraelitákat, akik azonban Mózes imájára és Józsue vezetésével győznek a harcban. Mózest az Isten hegyénél felkeresi apósa, Jetró, akinek tanácsára Mózes elöljárókat rendel a nép élére, hogy ők bíráskodjanak, míg Mózes az egész népet képviseli Isten előtt, és csak súlyosabb ügyekben intézkedik személyesen (17-18. fejezet).

#### Izrael a Sínai-hegynél. Szövetség és törvény (19-40)
Egyiptomból való megmenekülésük után három hónappal Sínai pusztájában, a Sínai vagy Hóreb heggyel szemben táboroznak le Izrael fiai. Jahve megjelenik Mózesnek és szövetséget ajánl fel, amelyet a nép készséggel fogad. A kétnapos előkészület után, harmadnap, mennydörgés, villámlás, harsonazengés kíséretében sötét felhő telepedik a Sínai hegyre. Jahve tűzben leszáll a hegyre, ahová egyedül Mózes mehet fel hozzá. Itt jön létre az Isten és az izraeliták közötti szövetség. Isten közli a szövetség feltételeit a tízparancsolatban, amelyet Mózes elmond a népnek (19-20. fejezet). Ezután részletes utasítások következnek a szent sátor elkészítésének módját és berendezését, fölszerelését, továbbá a papi öltözetet és a papok fölkenését, az áldozatot és a szentély céljára való adományokat illetően. A szövetség megkötése szertartás formájában történik. Mózes kihirdeti Jahve minden szavát és parancsát, ezután leírja őket. Másnap égőáldozatot mutatnak be, felolvassa a szövetség könyvét, a nép pedig ígéretet tesz Jahve parancsainak megtartására. Mózes ezután meghinti a népet a szövetség vérével (24,3-8). A szövetség megkötésének egy másik leírása szerint az Isten és Izrael közötti közösség egy lakoma keretében jön létre Isten színe előtt. Részvevői Mózes, Áron, Nadab, Abihu és hetvenen Izrael vénei közül (24,9-11).
Mózes Isten hívására felmegy a hegyre, hogy átvegye a kőtáblákat a törvénnyel és a parancsokkal, a népet pedig Áronra és Hurra bízza (24,12-15a). Mózes negyven nap és negyven éjjel marad a hegyen (24,15b-18), ahol Isten átadja Mózesnek a két kőtáblát a törvényekkel (31,18; 32-34. fejezet). A nép, amikor látja, hogy Mózes késlekedik lejönni a hegyről, Istenről képmást – aranyborjút – készíttet magának Áronnal, hogy így imádja az egyiptomi szolgaságból magszabadító Istenét. Jahve a hegyen figyelmezteti Mózest a nép elpártolására. Amikor Mózes, kezében a kőtáblákkal, visszatér a táborba és látja az aranyborjú körül táncoló népet, a hegy lábánál összetöri a kőtáblákat, az aranyborjút elégeti. Magához szólítja azokat, akik hűségesek maradtak Jahvéhoz. Lévi fiai Mózes mellé állnak, és leszámolnak a táborban az elpártolókkal. Hűségükkel méltóak arra, hogy Jahve papjai legyenek. Másnap Mózes bocsánatért esedezik Jahvéhoz a nép bűne miatt. Jahve felszólítja Mózest, hogy induljon el az izraelitákkal a pátriárkáknak megígért földre, de ő maga nem hajlandó velük menni, csak angyalát küldi a nép előtt. Jahve nem akar népe között maradni, és ennek kifejezésére Mózes a táboron kívül helyezi el a találkozás sátrát. Mózes kegyelmet talál Jahve előtt, szemtől szembe beszél vele a találkozás sátrában. A nép közbenjárójaként kiesdi, hogy maga Jahve vonuljon Izrael előtt és vezesse a megígért földre. Kérésére Jahve dicsősége elvonul Mózes előtt, arcát azonban nem láthatja (32-33. fejezet).
Egy sor újabb előírás után sor kerül a szövetség megújítására. Isten parancsára Mózes két új kőtáblát készít, és másnap ismét felmegy a Sínai hegyre, hogy Jahve felírja rá azokat a szavakat, amelyek az eltört táblákon voltak. Jahve felhőben leereszkedik a hegyre, kijelenti szövetségkötő akaratát Mózesnek, és felsorolja a szövetség feltételeit. Mózes negyven napot és negyven éjjelt tölt és böjtöl Jahvénál (34,28.). A hegyről lejőve arca sugárzik az Istennel való találkozás következtében, ezért az izraeliták félnek közeledni hozzá. Ő azonban magához hívja Áront és a közösség vezetőit, s közli velük a parancsokat. Ezután leplet borít arcára, és valahányszor Mózes Jahve elé lép, hogy beszéljen, leveszi a leplet, amikor pedig kijön, ismét befedi arcát (34. fejezet). E kitérő után annak bemutatása következik, hogy a kapott utasítások szem előtt tartásával miként készül el a szentély (35-39. fejezet), végül Jahve ünnepélyesen bevonul a szentélybe, hogy állandóan Izraellel legyen: kíséri és vezeti a pusztában (40. fejezet).

## Teológiája
Izrael számára az Isten ismerete nem filozófiai eszmefuttatásokra épül, hanem közvetlen megtapasztaláson alapszik. Azokból a nagy tettekből merítették Izrael fiai istenismeretüket, melyeket Istenük a történelem folyamán üdvük érdekében véghezvitt. Jahve nem csupán a dolgok létezésének oka illetve magyarázata, hanem az üdvösség Istene, szabadító Isten, aki a történelemben kinyilatkoztatta magát, és hittel fel is ismerhető a történelemben. Ennek a történelemnek egy jelentős részét a Kivonulás könyve tárja elénk. Ez egyúttal azt is jelenti, hogy itt a teológia elbeszélő formában áll előttünk.
Azt, amit a kivonulás a hívő izraelita számára jelentett, egybe lehet vetni azzal, amit Krisztus feltámadása a hívő keresztényeknek jelent. Mindkét esetben alapvető üdvösségtörténeti eseményről van szó. Azt az Istent, akiben Izrael hitt, nem lehetne találóbban és mélyebben jellemezni, mint ahogy az Exodus teszi: Jahve a mi Istenünk, aki kivezetett minket Egyiptomból, a szolgaság házából (például 20,1). Ezért a kivonulás Izrael számára nem a múlthoz tartozott, ellenkezőleg: mindig érvényben maradt és időszerű volt. Abban, ami a múltban történt, Izrael annak zálogát látta, hogy Jahve közel maradt. Ugyanakkor a múltbeli események mintegy állandó figyelmeztetésül szolgáltak számára, hogy maradjon hű Jahvéhoz. Egyiptom elhagyása és a pusztai vándorlás nem számított csupán földrajzi értelemben vett helyváltoztatásnak. Inkább kiválasztottsága jeleként értelmezte ezeket az eseményeket: az egyiptomi szolgaságból kiszabadulva arra kaptak Izrael fiai meghívást, hogy az élő Istent szolgálják. Ez az Isten azt kívánta - ezt jelentette a „puszta” -, hogy Izrael adja föl viszonylagos létbiztonságát, és a kietlen pusztaságban egészen bízza rá magát Istenére; csak ezen az áron veheti birtokba az Ígéret földjét és élvezheti az ott rá váró békés, boldog életet. A kivonulás tehát „ősmintája” Isten üdvözítő tetteinek, az üdvösség művének, a pusztai vándorlás pedig előképe annak az útnak, melyet Izraelnek a történelem folyamán végig kell járnia.
Az „üdvösség”, amit Izrael megélt illetve remélt, a szolgaságból való kiszabadulás volt, illetve ennek következménye. Ezért nem meglepő, hogy az Újszövetségben a Názáreti Jézus új Mózesként szerepel; megváltói tevékenysége is egy új kivonulás, amikor mint a hívő embereknek vezére elsőként megy be az életre. Innen érthető módon mind az Ószövetség, mind az Újszövetség át van szőve „kivonulás”-motívumokkal. A kivonulásra való emlékezés része a kultusznak húsvétkor, a kovásztalan kenyér ünnepén, az elsőszülött felajánlásakor, a szövetség megújításának ünnepén és a sátoros ünnep alkalmával. Az ószövetségi törvények ismételten hivatkoznak a kivonulás eseményeire, és ezzel Izrael fiait a parancsok megtartására ösztönzik. Így - a Kiv 20-tól eltérően - a MTörv 5-ben a szombatra vonatkozó törvényt egy Izrael egyiptomi szolgaságára való utalás motiválja. Az özvegyek, árvák, szegények és idegenek felkarolását arra hivatkozva ajánlja a törvény (például Lev 19,34; 25,38.42.52; MTörv 14,12-15; 24,17-18), hogy Izrael fiai a saját tapasztalatukból tudják, mit jelent idegennek, jogtalannak lenni.
A Vörös-tengeren való átvonulás eredetileg nem játszott jelentős szerepet. A fogság előtti időben nem is szerepel a prófétáknál, később azonban önálló részként illeszkedik bele Jahve üdvözítő tetteinek sorába. A zsoltárokban (például Zsolt 106; 136) utalások találhatók rá. Aztán a Vörös-tengeren való átkelést kapcsolatba hozzák Jahve szent háborúival is, és reményt merítenek belőle, amikor erősebb ellenséggel kell megküzdeniük (Jud 9; 1Mak 4,9-11). Másfelől (kivált Iz 44-55-ben) az eszkatologikus megváltás képe. Kozmikus csodának tekintik, és annak jeleként értelmezik, hogy Jahve kinyilvánította erejét a káosz fölött (vö. 43,16-19).
A próféták Jahve és Izrael „közös” történetét a köztük fennálló szeretetkapcsolat történeteként értelmezik, s az első szerelemnek épp a puszta a színhelye (Ez 16,4-7). Jahve körülveszi gondoskodásával Izraelt, csodákat tesz érdekében, és úgy vezeti, mint pásztor a nyájat (MTörv 29,4; Zsolt 95,7). A pusztában töltött idő az első szerelem, a teljes odaadás ideje, az az eszményi állapot a Jahvéval való kapcsolatban, melyet visszakívánnak. A pusztába való visszatérés prófétai motívummá válik, része a próféták teológiájának. Természetesen nem a nomád életformához akarnak visszatérni, hanem a tiszta hithez, mely az új életkörülmények közt veszélybe került (vö. 1Kir 9; Oz 2). A rechabiták szó szerint vették a pusztai élethez való visszatérést: sátrakban laktak, nem ittak bort (a borban a letelepült nép életformáját, annak termékét utasították el; vö. a kumráni közösséggel és a keresztény szerzetességgel).
A Kivonulás könyvében (és a Számok könyvében) újra meg újra visszatérő motívum a nép zúgolódása a pusztában. Amikor tehát a próféták Izrael történetében a hűtlenség történetét látják, ez újra meg újra előkerül, de közben egyre mélyül is, mégpedig negatív irányban. Így az egész pusztai tartózkodás negatív színezetet kap: már akkor kezdetét vette, ami most Izrael romlását okozza, már a pusztában is próbára tették, „kísértették” Jahvét, csodákat követelve. Elsősorban Ezekiel az, aki Izrael hűtlenségének történetét a pusztai vándorlással ill. az akkori nemzedékkel kezdi (Ez 20,13-17). Akkor Jahve irgalmában megkönyörült Izraelen, nem pusztította el, de a fogságban minden fenyegető jövendölés beteljesedett. Izrael „a népek pusztájába” került, hogy ítélet alá essen (20,34-36). Mindebből az is kiviláglik, hogy az elveszettség tudata meglehetősen megváltoztatta a pusztai vándorlás idejéből kialakult képet.
Amikor Deutero-Izajás (Iz 40-55) a babiloni fogság idején a száműzöttek elé akarja vetíteni a jövőt, a Palesztinába való visszatérést és azt a jólétet, mely ott várja, az Egyiptomból való kivonulásra emlékeztető módon írja le. Mindamellett: most nem sietve, menekülésszerűen vonul ki Isten népe, hanem teljes békében, biztonságban, mert tudja, hogy Jahve halad az élen és Ő is kíséri a menetet (52,12). A puszta királyi út lett. Hírnökök mennek előre, és viszik az örömhírt Jahvénak, a királynak érkeztéről: a puszta öntözött kertté, paradicsommá változik, és minden test meglátja majd Isten dicsőségét (40,1-10; 52,7).
A Bölcs 10-19 úgy mutatja be Izrael történetét, mint ami arra hivatott, hogy Isten bölcsessége megnyilatkozzék, sőt tevékeny legyen benne. Ahogy a szerző a múltat a maga szempontjából leírja, mutatja azt a nagy szabadságot, mely az ún. midrást jellemzi a történeti elbeszéléssel szemben: a Kivonulás könyvében leírt események közül válogat, átrendezi, kiegészíti őket, elhagy belőlük. Ez az eljárás azzal magyarázható, hogy a saját körülményeikre igyekeztek a múlt eseményeit illetve ezek tanulságait alkalmazni, vonatkoztatni.
Az Újszövetségben Pál apostol (vö. 1Kor 10,1-11) és a Zsidókhoz írt levél szerzője ismételten egybevetik a keresztény közösség helyzetét Izraelével, de még a Jelenések könyvében is találhatók olyan elemek, melyek a Kivonulás könyvére vezethetők vissza. Nemcsak Izrael, hanem az ősegyház is Isten üdvözítő művének képeként értelmezte a kivonulást, de az Újszövetség e téren is kiteljesedése az Ószövetségnek.